# Vavrečka
Vavrečka (in ungherese Vavrecska) è un comune della Slovacchia facente parte del distretto di Námestovo, nella regione di Žilina.